# Pinassa (vaixell)

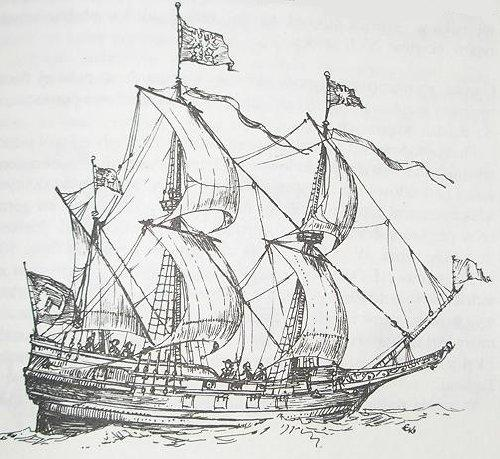
Representació de l' Arka Noego, una pinassa utilitzada com a vaixell de guerra des de 1625.

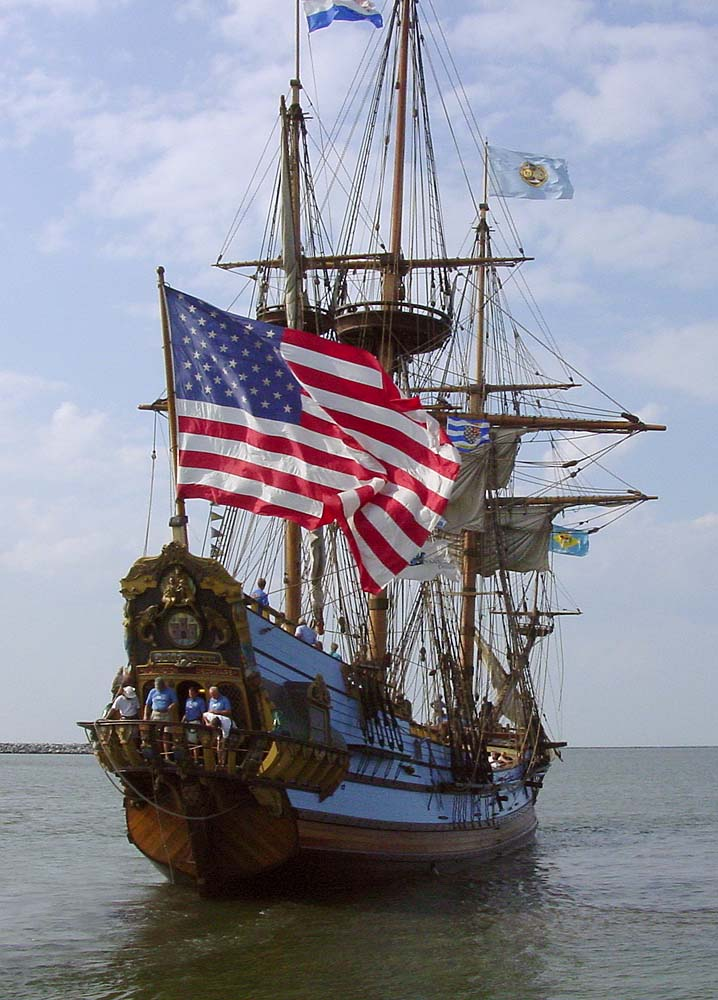
Reconstrucció del Kalmar Nyckel, una gran pinassa del segle XVII. Era una nau rodona amb molta obra morta, semblant al filibot

Una pinassa és un tipus de vaixell de càrrega la definició del qual és confusa, amb un aparell i mides que han variat molt al llarg del temps. El mot indica la fusta utilitzada per a la construcció: el pi, que no pas amb un nom de tipus de vaixell, tanmateix, gairebé qualsevol vaixell de pi podria ser una pinassa.
S'utilitza a Europa des del segle xvi com vaixell de mercant armat gran. Aleshores la pinassa era un vaixell de tres arbres amb un buc panxut, amb dos veles quadrades a la part davantera i un pal de mitjana que arborava una gran vela llatina. De fet era semblant a un galió, del qual és més o menys sinònim però amb menys armament. Els galions eren concebuts a fins militars mentre que les pinasses es dedicaven al comerç.

## Etimologia
La paraula "pinnace", té analogies en molts idiomes tan llunyans com Indonèsia, on el tipus de veler pinisi va prendre el seu nom dels neerlandesos pinas. El terme francès prové del català pinassa, documentat des de 1341, que deriva de pi: la fusta amb la qual es construïen els vaixells. El terme anglès pinnace deriva del terme francès.
Amb el temps canvien tant l'aparell com la definició del vaixell i la pinassa passa a associar-se amb un vaixell més petit, ràpid, llarg i lleuger amb veles o rems, aparellat com a balandre (un pal), goleta (trinquet i major) o ketch. (major i mitjana).

## Història i evolució
La pinassa va aparèixer a Catalunya a partir del segle xiii. Els anglesos l'utilitzen des del segle xv, la pinassa britànica Sunne va ser el primer vaixell "documentat" construït a Chatham Dockyard, el 1586. Les pinasses angleses de l'època desplaçaven normalment al voltant de 100 tonnes, i portaven de cinc a setze canons
A partir del segle xvi, es pot trobar a Biscaia, Baiona i a la flota de Felip II d'Espanya on pren forma de gran vaixell molt proper al galió : de tres arbres mestres però que també va a rem (vuit o deu rems, com les galeasses) i té la popa quadrada. La pinassa pot portar canons, servir per a missions de reconeixement o tropes terrestres.
L'any 1626, Richelieu va fer construir trenta pinasses a Baiona per ajudar l'illa de Ré atacada pels anglesos. Jacques Callot els representa als gravats del setge (1628). Jouve també representa les pinasses de La Rochelle per fer-les descobrir a Colbert.
Contràriament a la definició oficial que sempre les vol llargues i estretes, les pinasses del segle XVII són grans, amb una gran obra morta i relativament panxudes. Als Països Baixos, la pinassa és semblant al filibot, un altre vaixell rodó però de major tonatge. A les drassanes d'Amsterdam i Rotterdam se'n van construir un gran nombre a final del segle xvii. Els portuguesos la van importar a l'Índia on va continuar fins al segle xix per al transport de viatgers o mercaderies.
Va ser utilitzada als segles XVII i XVIII a l'Atlàntic per a la marina de comerç i guerra. Durant el segle xix i els dos primers terços del segle xx, les pinasses sardineres s'utilitzaven en ports com Douarnenez, Le Guilvinec, Concarneau, La Rochelle, etc. per a les campanyes de pesca de sardina (una d'elles, la Reine de l'Arvor, un vaixell de fusta construït l'any 1952, està classificat com a monument històric i es pot veure al port-museu de Douarnenez.
Encara s'utilitza per al transport de passatgers pel Ganges a l'Índia i remunta el riu fins a Varanasi.
A principis del segle xx, la pinassa va adoptar màquines de vapor, especialment per a la pesca. Actualment, la pinassa és un petit vaixell estret per a la pesca o el turisme i que a França es troba principalment a la conca d'Arcachon on encara hi ha pinasses de regata .
A l'Àfrica, el terme es refereix a una canoa tradicional del riu Níger.

## Galeria d'imatges

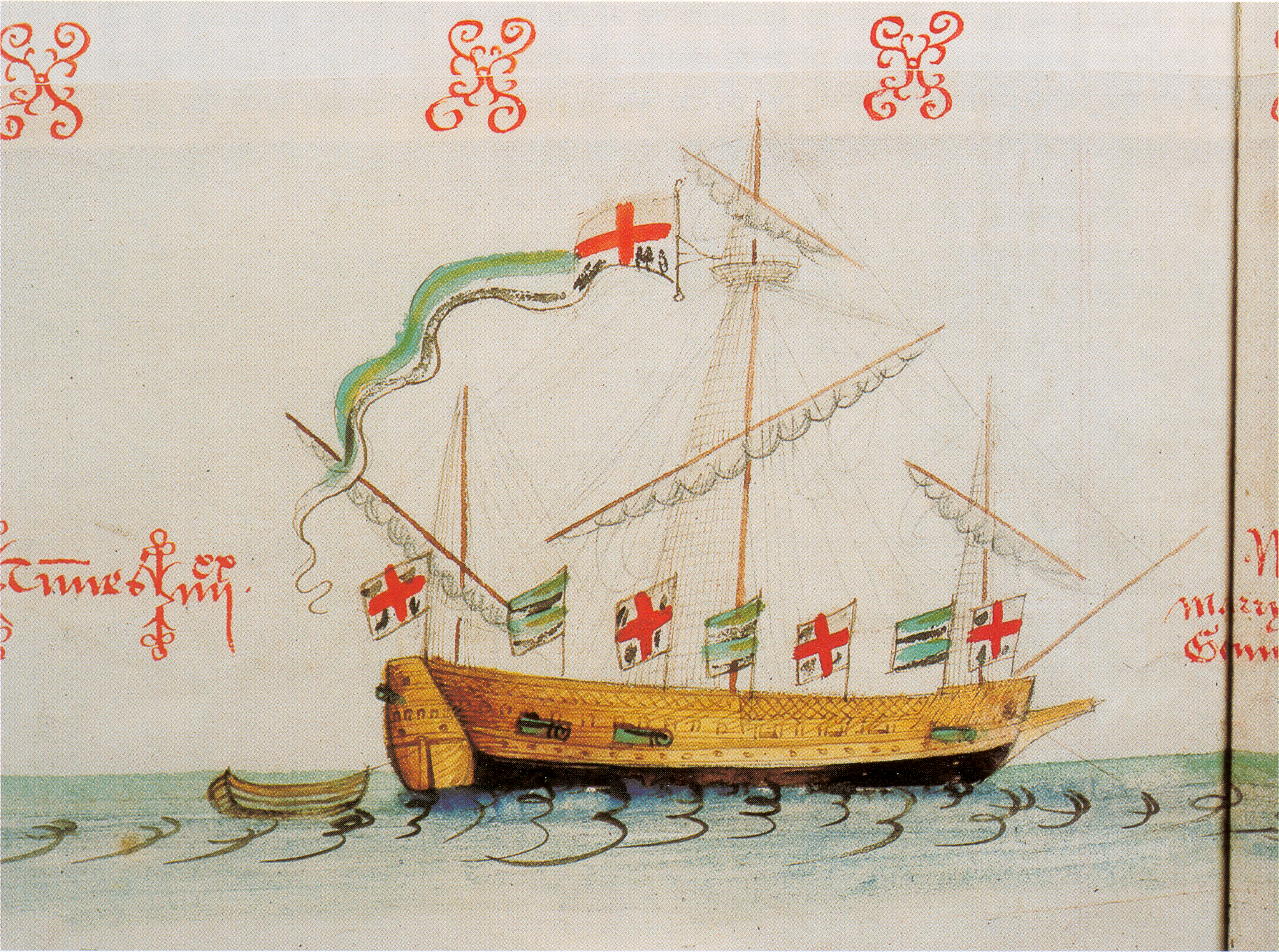
Il·lustració de la Pinnassa Hind cap al 1546
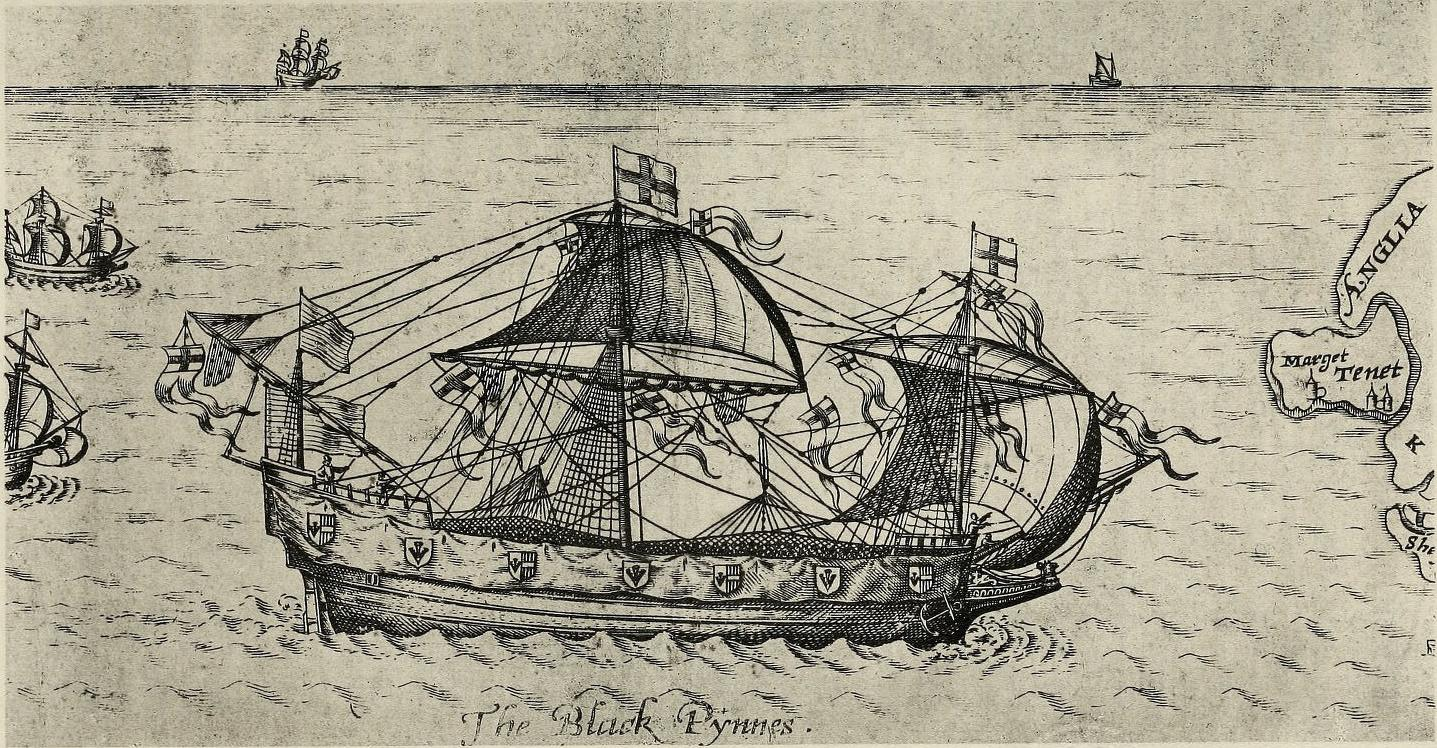
El vaixell Black Pinnace el 1585
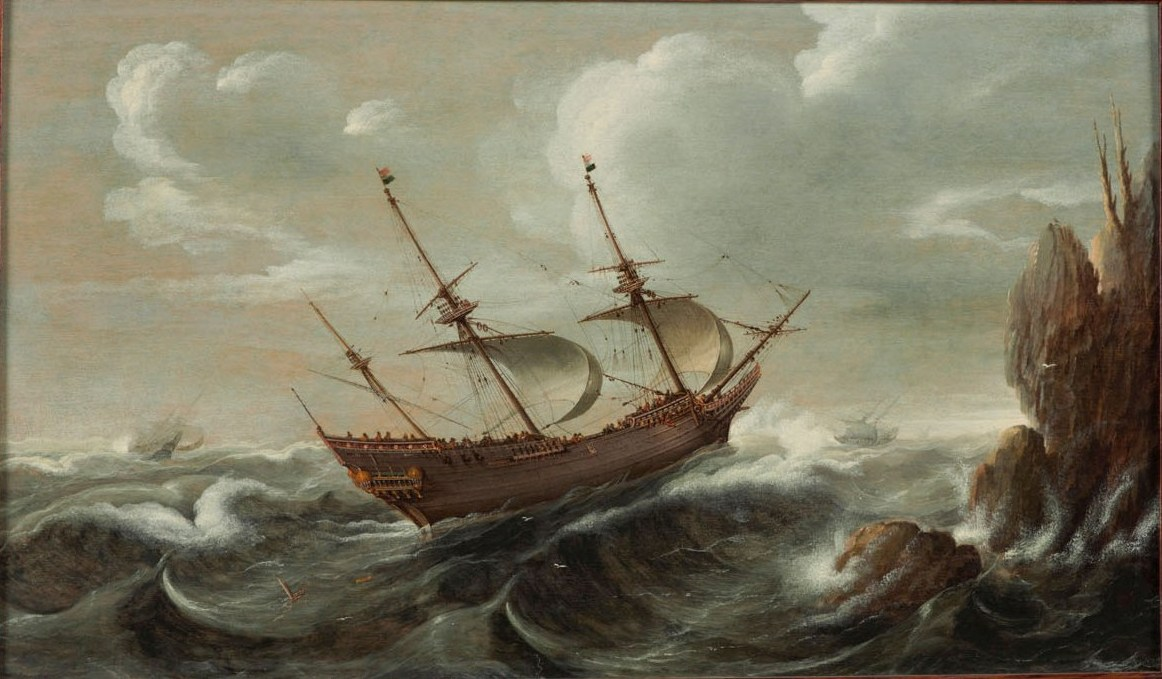
Pinassa neerlandesa al segle XVII (Cornelis Verbeek)
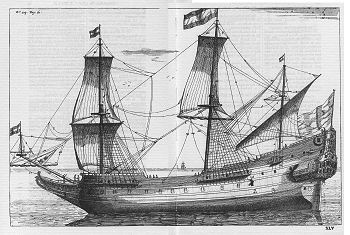
Pinassa el 1671 (Nicolaes Witsen) Arxivat 2021-11-10 a Wayback Machine.
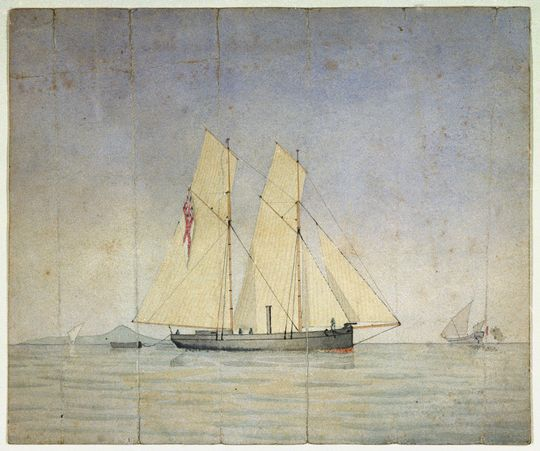
Una pinassa muntada com una goleta cap al 1880
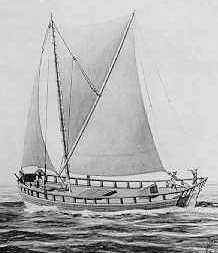
Petita balandra aparellada

## Definició en anglès
"La pinassa és potser el més confús de tots els tipus de vaixells de principis del segle xvii. Pinassa era més un mètode de construcció que un nom de tipus de vaixell, de fet gairebé qualsevol vaixell ho podria haver estat. En termes generals, les pinasses eren vaixells lleugers, d'una sola coberta i de popa quadrada, adequats per a l'exploració, el comerç i les tasques navals lleugeres. En longituds iguals, les pinasses tendeixen a ser més estretes que els altres tipus. Encara que eren principalment embarcacions de vela, moltes pinasses portaven rems per moure's quan hi havia calma o al voltant dels ports."